# Cétosynthase

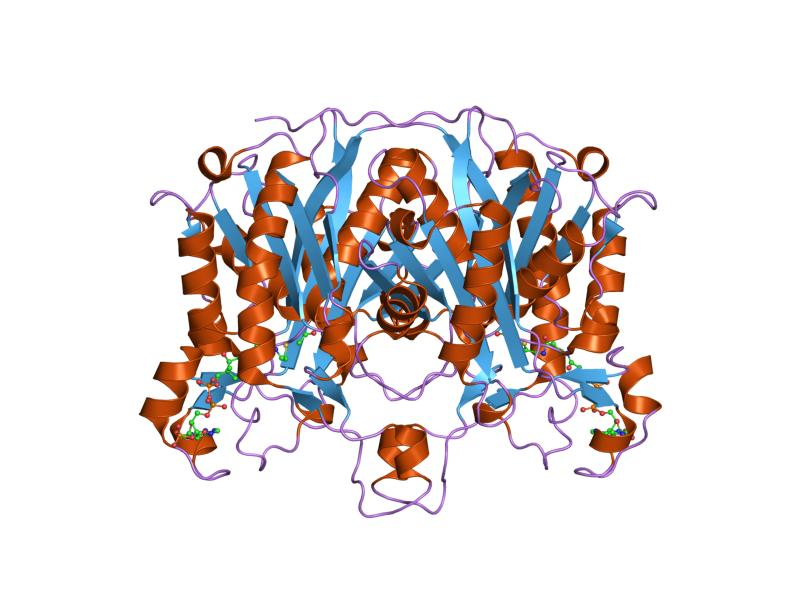
Structure d'une β-cétosynthase cristallisée.

Une cétosynthase (KS) est un domaine enzymatique des polycétide synthases possédant un groupe thiol réactif sur un résidu de cystéine. Les polycétide synthases I et II possèdent un domaine à ACP et un domaine cétosynthase qui collaborent pour catalyser l'allongement des chaînes de polycétides.